# Whitley Lower
Whitley Lower – wieś w Anglii, w hrabstwie ceremonialnym West Yorkshire, w dystrykcie metropolitalnym Kirklees. Leży 18 km na południowy zachód od miasta Leeds i 261 km na północny zachód od Londynu. W 1891 roku civil parish liczyła 879 mieszkańców. Whitley Lower jest wspomniana w Domesday Book (1086) jako Witelaia/Witelei.